# Observatoire musical français
L’Observatoire musical français (OMF), implanté à l'Université Paris-Sorbonne (Maison de la recherche - 28, rue Serpente, Paris 6e), a été reconnu par le ministère chargé de la recherche en 1989. Ce centre a également donné son nom à une maison d'édition, fondée en 1991 par Danièle Pistone. En 2014, l'OMF a fusionné avec deux autres unités pour former l'Institut de Recherche en Musicologie (IReMus, UMR 8223), sous quadruple tutelle : Bibliothèque nationale de France (BnF), Centre national de la recherche scientifique (CNRS), ministère de la Culture, Université Paris-Sorbonne (depuis 2018, Sorbonne Université). Seront désormais désignées sous le sigle OMF les Editions de l'Observatoire musical français, intégrées dans l'IReMus.
Fort représentatif des tendances actuelles, l'Observatoire musical français a œuvré dans des voies multiples, après la littérature et la linguistique vinrent la sociologie, l'esthétique, les nouvelles technologies et  les sciences cognitives dans leurs relations avec la musicologie. Ces chercheurs ont ainsi défendu un réel pluralisme à travers une conception nouvelle de la « musicologie intégrative », force multiforme que l'on espère toujours grandissante.
Depuis sa création, l’Observatoire musical français a organisé plus de cent colloques ou journées d’études, majoritairement consacrés à la France musicale, et a participé activement aux activités du Séminaire Interarts de Paris (Éd. Klincksieck, "L’Université des Arts") dont il a eu pendant six ans la responsabilité, ainsi qu'au Séminaire interuniversitaire Paroles et Musiques (avec l'ED Arts et Médias de la Sorbonne Nouvelle).
Plus de 200 docteurs en Musique-Musicologie ont été formés à l’OMF et plus du tiers d’entre eux sont actuellement actifs dans des centres de recherche ou des universités françaises ou étrangères.

## Les Éditions de l'OMF
Si les chercheurs de l’OMF ont dirigé de nombreuses revues et collections chez d’autres éditeurs (Honoré Champion,  L’Harmattan, PUPS…), l’Observatoire musical français a également implanté à la Sorbonne une activité éditoriale à travers différentes séries se rapportant aux grands thèmes de recherche conduits par ses équipes. 
Les publications de l’OMF se présentent sous forme de séries thématiques :
- Activités et institutions musicales
- Conférences et séminaires
- Correspondances, entretiens et souvenirs
- Didactique de la musique
- Hommages
- Jazz, chanson, musiques populaires actuelles
- Langues musicologiques
- Musique et arts plastiques
- Musique et nouvelles technologies
- Sociologie des faits musicaux
- Témoignages

La revue Musicologies (annuelle), publiée de 2004 à 2013, reflète la tendance à la diversité et à l'élargissement des corpus et des méthodes de recherches qui s'ancrent toujours davantage dans la musicologie. Voir aussi Danièle Pistone, Prospectives musicologiques, Paris, L'Harmattan, 2019.